# Treznea
Treznea (in ungherese Ördögkút, in tedesco Teufelsbrunnen) è un comune della Romania di 993 abitanti, ubicato nel distretto di Sălaj, nella regione storica della Transilvania. 
Il comune è formato dall'unione di due villaggi: Bozna e Treznea.
Nel 1940 il comune fu teatro di un massacro compiuto dalle truppe di occupazione ungheresi, che avevano fatto ingresso in Romania dopo il Secondo arbitrato di Vienna. Nel massacro trovarono la morte 93 persone, di cui 87 romeni e 6 ebrei.